# Esmectite

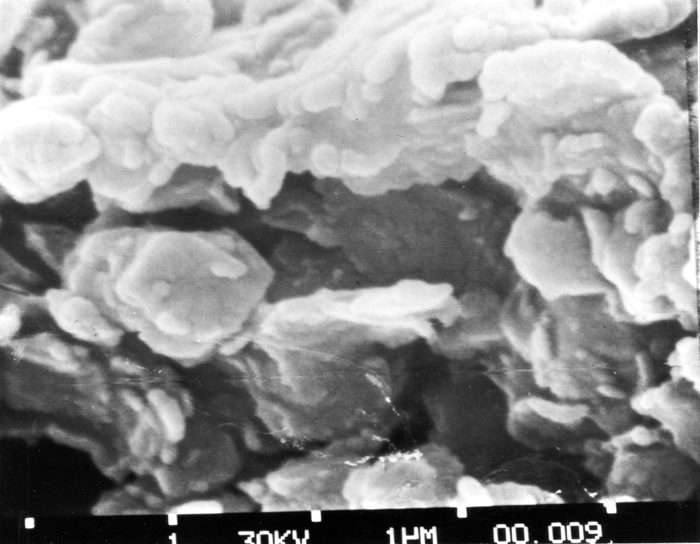
Micrografia de uma smectite obtida por microscopia eletrónica de varrimento (magnificação 23 500 vezes; U.S. Geological Survey – Tuckup Canyon).

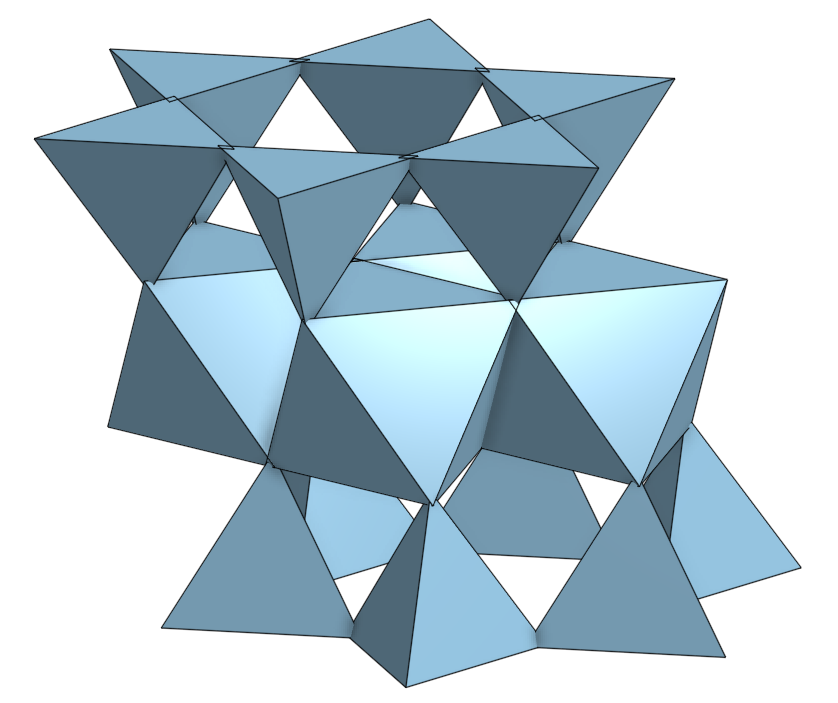
Estrutura cristalográfica de um mineral de argila do tipo 2:1 composto por três folhas sobrepostas de Tetraedo-Octaedro-Tetraedo (unidade de camada TOT), respetivamente.

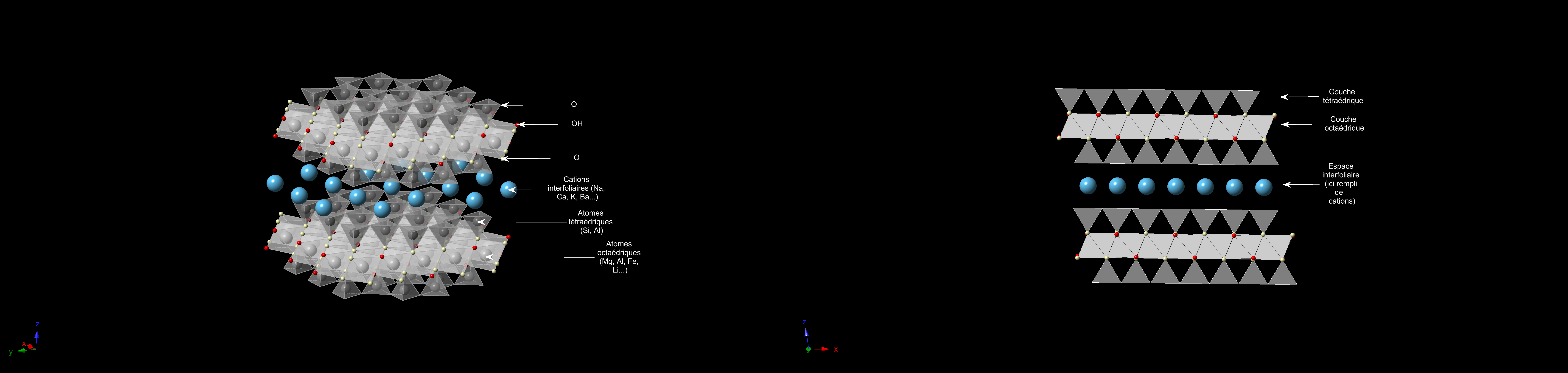
Estrutura em folhas TOT (ou 2:1) característica das smectites. O espaço interfoliar é ocupado por catiões hidratados (Na^{+} et Ca^{2+}) e por moléculas de água, o que confere as características de expansibilidade às smectites hidratadas.

Estrutura molecular detalhada da montmorilonite pura, o membro final mais conhecido do grupo das smectites. O espaço interlamelar entre duas camadas TOT sucessivas é preenchido com catiões hidratados (principalmente iões Na^{+} e Ca^{2+}), compensando as cargas elétricas negativas das camadas TOT, com moléculas de água causando a expansão interlamelar.

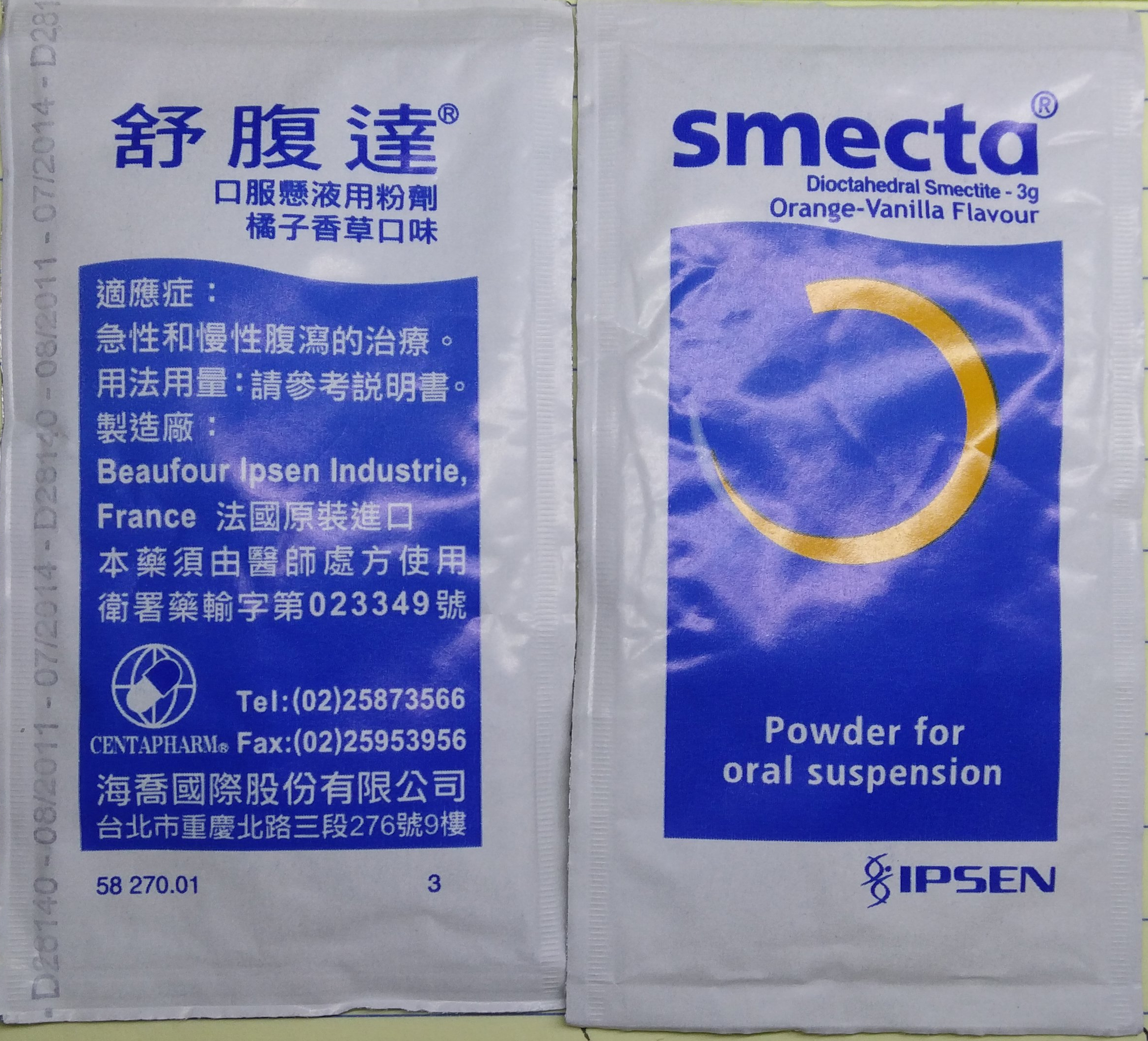
舒腹達 (Smecta), medicamento à base de diosmectite, uma smectite dioctaédrica usada como anti-diarreico.

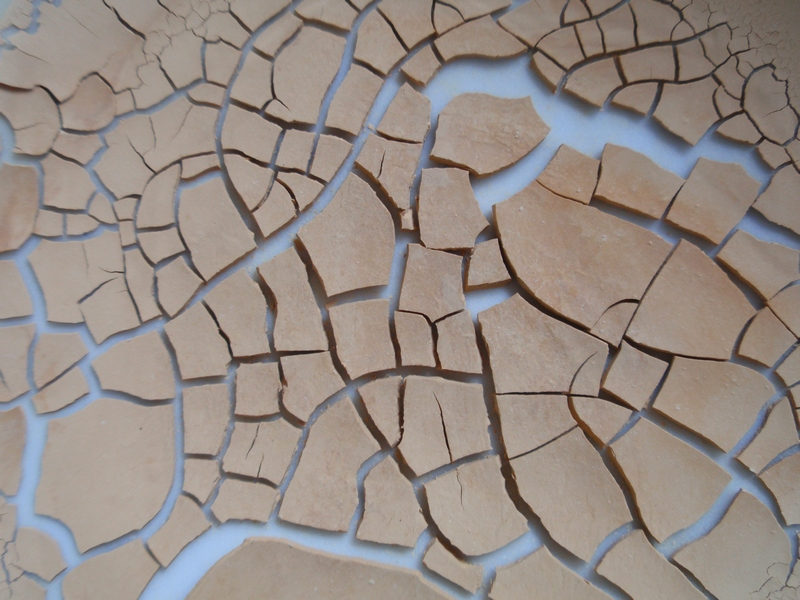
Padrão típico de fendilhação de uma smectite rica em bentonite após dessecação e retração.

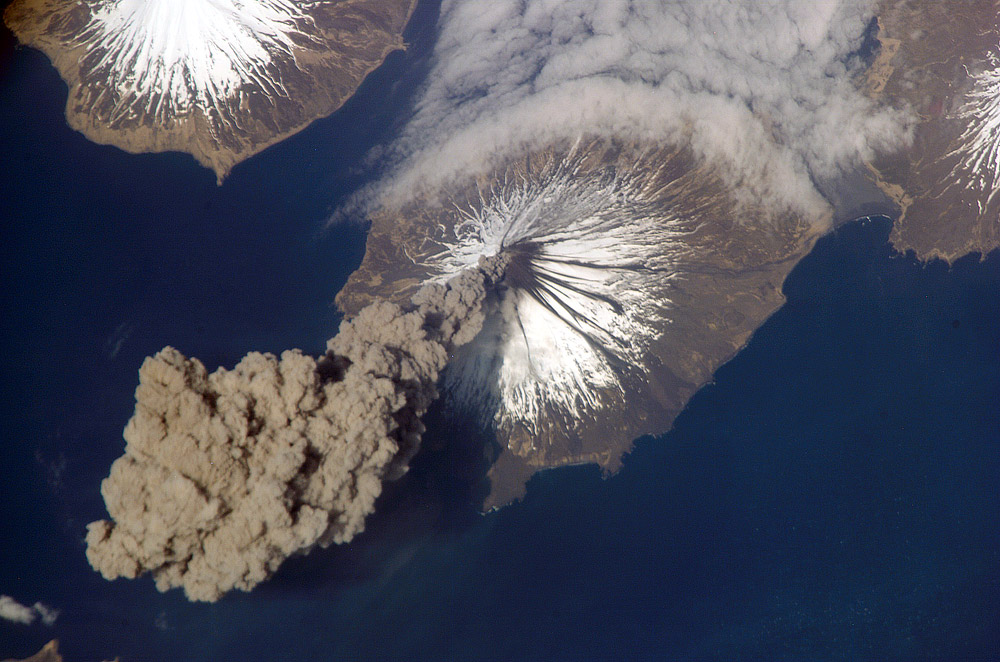
Típica pluma vulcânica cujas cinzas, quando sujeitas a meteorização após contacto com água do mar, são a principal fonte de smectite. A lixiviação da maior parte da sílica amorfa leva à dissolução parcial das obsidianas, o principal constituinte do vidro vulcânico.

A smectite (por vezes esmectite ou esmectita) é a designação dada nas aplicações industriais e comerciais a uma mistura de minerais de argila, coletivamente designados por família da smectite, pertencente ao grupo dos filossilicatos, cujo mineral dominante é em geral a montmorilonite, mas frequentemente contém quantidades apreciáveis de minerais secundários como o quartzo e a calcite. O termo não tem significado mineralógico preciso, já que não designa especificamente nenhum mineral, sendo antes uma designação coletiva usada para fins técnico-comerciais no contexto da ciência dos materiais. As smectites apresentam-se como misturas pulverulentas, de coloração geralmente esverdeada, com um alto índice de absorção de água e de outros líquidos, incluindo hidrocarbonetos, o que lhes confere grande expansibilidade e alta capacidade de troca catiónica.

## Descrição

### Terminologia
Na mineralogia das argilas, o termo «smectite» é frequentemente considerado sinónimo de «montmorilonite» (também o nome de uma mineral de argila) quando se pretende indicar uma classe de argilas intumescentes sem referir qualquer dos seus minerais em particular. Neste contexto, o termo «smectite» é geralmente usado na Europa, enquanto o termo «montmorilonite» é preferido na América do Norte, mas ambos os termos são equivalentes e podem ser usados de forma intercambiável. Para aplicações industriais e comerciais, o termo «bentonite» é frequentemente usado em vez de «smectite» ou «montmorilonite».

### Etimologia
O nome «smectite» deriva de argila esmética, material também por vezes designado por terra de fuller. O adjetivo esmético vem do grego clássico smêktikos, σμηκτικός, 'lubrificado', significando capaz de limpar ou esfregar (ação de raspagem, escovação envolvendo uma operação de fricção), que também anda associado com a necessidade de lubrificação ou de ensaboar. Argilas esméticas com propriedades de limpeza eram usadas para limpar tecidos e estofos que eram pisoados sob os pés com terra para encher (em francês: terre à foulon) ou terras de pisão. A tradução quase fonética da designação francesa para o inglês deu fuller's earth,  termo que por vezes aparece traduzido para português como terras de fuller.

### Caraterísticas estruturais
As smectites são uma mistura de vários minerais argilosos pertencentes ao grupo dos filossilicatos, argilas intumescentes com elevada capacidade de absorção de água e outros fluidos. Embora seja uma designação coletiva, incluindo um numeroso e diverso grupo de silicatos que cristalizam no sistema monoclínico, estes minerais apresentam uma composição química do tipo:
A0,3D2,-3T4O10Z2· n H2O,
onde A representa um catião interfoliar (elemento alcalino ou alcalino-terroso); D um catião octaédrico; T um catião tetraédrico; O o elemento oxigénio; e Z um anião monovalente (geralmente OH−). Para efeitos estruturais, um catião é considerado octaédrico quando está ligado a seis aniões óxido (O2–) situados nas seis arestas de um octaedro (número de coordenação, n.c. = 6), tetraédrico se está ligado a quatro aniões óxido (n.c. = 4; um tetraedro tem quatro arestas).
Estas características químicas fazem destes minerais filossilicatos de estrutura TOT (ou 2:1), isto é, constituído por folhas compostas por duas camadas tetraédricas formadas por tetraedros polimerizados de SiO4 ou AlO4, com um grupo OH− no centro de cada um dos hexágonos formados pelos átomos de oxigénio apicais. Os átomos de oxigénio apicais e os iões OH− de uma camada ocorrem alinhados entre camadas, ligados por catiões octaédricos. As folhas são mantidas unidas pela ação dos catiões interfoliares.
A estrutura da camada TOT (2:1) consiste em duas camadas de sílica (SiO2) com geometria molecular tetraédrica (T) que são ligadas eletrostaticamente, através de um Al2O3 (gibbsite) ou Fe2O3, a uma camada central de geometria molecular octaédrica (O). As camadas elementares TOT não estão rigidamente ligadas umas às outras pois são separadas por um espaço livre, a camada intermediária interlamelar, que hospeda catiões hidratados e moléculas de água. A smectite pode assim intumescer devido à incorporação reversível de água e de catiões no espaço interlamelar.
As camadas TOT apresentam uma carga elétrica negativa devido à substituição isomórfica de átomos de Si(IV) por átomos de Al(III) nas duas camadas externas de sílica tetraédrica e por causa da substituição de átomos de Al(III) ou Fe(III) por Mg2+ ou Fe2+ na camada octaédrica interna da gibbsite. Como as cargas +4 geradas pelo Si(IV), e normalmente compensadas pelas cargas -4 dos átomos de oxigénio circundantes, tornam-se +3 devido à substituição de Si(IV) por Al(III), ocorre um desequilíbrio elétrico: +3 -4 = -1. O excesso de cargas negativas na camada TOT deve ser compensado pela presença de catiões positivos na camada intermediária. O mesmo raciocínio também se aplica à camada central de gibbsite da unidade elementar TOT quando um ião Al3+ é substituído por um ião Mg2+ nm octaedro de gibbsite. O desequilíbrio elétrico é: +2 -3 = -1.
No grupo há uma distinção entre as smectites dioctaédricas (como a beidelite, montmorilonite e a notronite) e trioctaédricas (como a hectorite e a saponite). Nas dioctaédricas ocorrem três sítios octaédricos por estrutura (seis ensanduichados entre duas folhas): um M1 e dois M2, mas nos filossilicatos trioctaédricos estes três sítios estão ocupados, enquanto nos filossilicatos dioctaédricos apenas os dois sítios M2 estão ocupados.
Sendo a montmorilonite o mineral específico mais comum nestes materiais, a família smectite é por vezes designada por «grupo montmorilonite». Contudo, a mistura pode conter percentagens variadas de outros filossilicatos, bem como outros minerais secundários, com destaque para o quartzo e a calcite.

### Efeito dos catiões no processo de intumescimento
Os principais catiõess presentes nas camadas intermediárias de smectite são Na+ e Ca2+. Os catiões de sódio são responsáveis pelo maior intumescimento da smectite, enquanto os iões de cálcio têm propriedades de intumescimento mais baixas. A smectite rica em cálcio tem uma capacidade de expansão significativamente menor do que a smectite sódica, mas também é menos propensa a sofrer retração quando dessecada.
O grau de hidratação dos catiões, e seus correspondentes raios hidratados, explica o comportamento de intumescimento e retração dos filossilicatos. Outros catiões, como os iões Mg2+ e K+, exibem um efeito ainda mais contrastante: iões de magnésio muito hidratados são altamente «intumescedores», como ocorre na vermiculite (intercamada totalmente expandida) enquanto os iões de potássio mal hidratados são «colapsadores», como na ilite (intercamada totalmente colapsada).
Como o espaço interlamelar das smectites é mais aberto e, portanto, mais facilmente acessível à água e aos catiões, as smectites exibem a maior capacidade de troca catiónica (CTC) de todos os minerais argilosos comuns encontrados nos solos. Apenas a vermiculite é mais expansível e alguns minerais de aluminossilicatos mais raros (zeólitos) com estrutura de canal interno podem exibir uma capacidade de troca mais elevada do que a smectite.

### Processo de formação
As smectites são formadas a partir da meteorização do basalto, gabro e vidro vulcânico rico em sílica (por exemplo, pedra-pomes, obsidiana, riolito ou dacite). Muitas smectites são formadas nos sistemas hidrotérmicos (como os associados a fumarolas e geysers) instalados em estruturas vulcânicas,  onde a água quente que percola através da matriz porosa ou fissural dos depósitos de cinzas vulcânicas (pomes, pozolanas) dissolve a maior parte da sílica amorfa (processo em que até 50% em peso de SiO2 é dissolvido), deixando a smectite no lugar.
Este mecanismo é responsável pela formação do depósito de bentonite na Serrata de Níjar, no Cabo de Gata, na região sudeste de Almería, na Andaluzia (Espanha). A bentonite conhecida por Wyoming MX-80 formou-se de maneira semelhante durante o Período Cretáceo, quando cinzas vulcânicas caíram num mar interior no continente norte-americano (o Mar Interior Ocidental). As cinzas vulcânicas altamente porosas (com uma grande superfície específica facilmente acessível) e muito reativas interagiram rapidamente com a água do mar. Por causa da hidrólise da sílica, a maior parte do dióxido de silício foi dissolvida na água do mar e removida das cinzas, dando origem à formação de smectites.
As smectites encontradas em muitos depósitos de argila marinha são frequentemente formadas dessa maneira, como é o caso das argilas Ypresianas encontradas na Bélgica, muito ricas em smectites.

## Aplicações
A finíssima granulometria das partículas das argilas do tipo pelítico (tamanho < 2 µm) foi essencial para a limpeza mecânica de têxteis por fricção delicada, onde o poder abrasivo das areias ou cascalhos teria danificado as fibras e cortado os tecidos. Uma vantagem das smectites com grande poder de expansibilidade é formar um gel viscoso e muito pegajoso com elevado poder lubrificante. Argilas não intumescentes, como a caulinite (TO, 1:1), ilite (TOT, 2:1 com um espaço interlamelar fechado por catiões de césio, Cs+) e clorites (TOT, 2:1 com um espaço interlamelar fechado por uma ponte de brucite) também são argilas muito finas, mas não tem poder gelificante, não formando facilmente coloides. A alta capacidade de adsorção de catiões (capacidade de troca catiónica, CEC) e a presença de impurezas no espaço interlamelar acessível das smectites aumenta ainda mais as suas propriedades de limpeza.
Para além da tradicional utilização na indústria têxtil, as smectites têm inúmeras aplicações industriais, farmacêuticas e cosméticas. Entre os principais usos está a preparação de lamas de perfuração, de produtos de polimento e a fabricação de papel. As smectites também servem como aditivo em tintas ou como agente espessante para várias preparações.
Na indústria farmacêutica, as smectites dioctádricas são o principal ingrediente da diosmectite (comercializada sob o nome de Smecta), um um preparado usado para tratar diarreia. No campo da cosmética, o uso também é bastante difundido, principalmente para a preparação de produtos usados em tratamentos contra o acne.
Em obras de engenharia civil, as smectites são rotineiramente utilizado como uma pasta espessa, geralmente designada por bentonite, na escavação de valas profundas e estreitas no solo para apoiar as paredes laterais e evitar o seu colapso. As esmectitas, especialmente as chamadas bentonites, são usadas como materiais tampão e de recobrimento para preencher o espaço ao redor de resíduos radioativos de alto nível em repositórios geológicos profundos.